# Meidericher Spielverein Duisburg 2013-2014 (femminile)
Questa voce raccoglie le informazioni riguardanti il Fußballclub Rumeln 2001 Duisburg e il Meidericher Spielverein Duisburg che gli subentrò nelle competizioni ufficiali della stagione 2013-2014.

## Divise e sponsor

### FCR 2001 Duisburg
Lo sponsor principale era l'istituto di credito Sparkasse Duisburg, mentre lo sponsor tecnico, fornitore delle tenute, era Hummel.
|  | Casa | Trasferta |

### MSV Duisburg
La scelta cromatica delle maglie era la stessa dell'MSV Duisburg maschile. Il main sponsor continuava ad essere Sparkasse Duisburg, mentre lo sponsor tecnico, fornitore delle tenute di gioco, era Nike.
| Casa | Trasferta |

## Organigramma societario
Staff tecnico come da sito ufficiale.
Area tecnica
- Allenatore: Sven Kahlert
- Allenatore in seconda: Annemieke Kiesel
- Allenatore dei portieri: Andreas Kontra

## Rosa
Rosa, ruoli e numeri di maglia come da sito ufficiale, aggiornati all'8 novembre 2013, integrati dal sito della Federcalcio tedesca (DFB).
| N. |                        | Ruolo | Calciatrice          |
| -- | ---------------------- | ----- | -------------------- |
| 1  | Germania (bandiera)    | P     | Meike Kämper         |
| 2  | Germania (bandiera)    | D     | Isabel Schenk        |
| 4  | Giappone (bandiera)    | D     | Satomi Shibata       |
| 5  | Germania (bandiera)    | D     | Alice Hellfeier      |
| 6  | Germania (bandiera)    | C     | Jennifer Oster       |
| 7  | Paesi Bassi (bandiera) | C     | Jackie Groenen       |
| 8  | Germania (bandiera)    | C     | Gülhiye Cengiz       |
| 9  | Rep. Ceca (bandiera)   | A     | Lucie Voňková        |
| 10 | Croazia (bandiera)     | A     | Kristina Šundov      |
| 10 | Paesi Bassi (bandiera) | A     | Lieke Martens        |
| 11 | Germania (bandiera)    | A     | Sofia Nati           |
| 12 | Danimarca (bandiera)   | P     | Stina Lykke Petersen |
| 13 | Germania (bandiera)    | D     | Elena Hauer          |

| N. |                       | Ruolo | Calciatrice        |
| -- | --------------------- | ----- | ------------------ |
| 14 | Portogallo (bandiera) | D     | Dolores Silva      |
| 15 | Italia (bandiera)     | D     | Laura Neboli       |
| 17 | Germania (bandiera)   | C     | Vanessa Wahlen     |
| 18 | Germania (bandiera)   | A     | Gurbet Kalkan      |
| 19 | Germania (bandiera)   | A     | Stefanie Weichelt  |
| 20 | Germania (bandiera)   | C     | Julia Debitzki     |
| 21 | Germania (bandiera)   | D     | Marina Himmighofen |
| 22 | Germania (bandiera)   | C     | Daria Streng       |
| 24 | Germania (bandiera)   | P     | Chiara Kirstein    |
| 28 | Portogallo (bandiera) | A     | Laura Luís         |
| 32 | Germania (bandiera)   | C     | Barbara Müller     |
| 33 | Portogallo (bandiera) | D     | Carole Costa       |

## Calciomercato

### Sessione estiva
| Acquisti | Acquisti       | Acquisti     | Acquisti   |
| R.       | Nome           | da           | Modalità   |
| -------- | -------------- | ------------ | ---------- |
| P        | Stina Borg     | Brøndby      | definitivo |
| D        | Carole Costa   | SGS Essen    | definitivo |
| C        | Laura Luís     | Marítimo     | definitivo |
| A        | Sofia Inguanta | Bad Neuenahr | definitivo |
| A        | Lucie Voňková  | Sparta Praga | definitivo |

| Cessioni | Cessioni        | Cessioni    | Cessioni   |
| R.       | Nome            | a           | Modalità   |
| -------- | --------------- | ----------- | ---------- |
| C        | Nina Windmüller | Colonia     | definitivo |
| A        | Mandy Islacker  | Cloppenburg | definitivo |

### Sessione invernale
| Acquisti | Acquisti          | Acquisti        | Acquisti   |
| R.       | Nome              | da              | Modalità   |
| -------- | ----------------- | --------------- | ---------- |
| C        | Patrycja Pożerska | Hohen Neuendorf | definitivo |
| A        | Kristina Šundov   | Telstar         | definitivo |
| A        | Agata Tarczyńska  | Hohen Neuendorf | definitivo |

| Cessioni | Cessioni       | Cessioni             | Cessioni   |
| R.       | Nome           | a                    | Modalità   |
| -------- | -------------- | -------------------- | ---------- |
| C        | Gülhiye Cengiz |                      | svincolata |
| C        | Jackie Groenen | Chelsea              | definitivo |
| A        | Lieke Martens  | Kopparbergs/Göteborg | definitivo |

## Risultati

### Frauen-Bundesliga

#### Girone di andata
| Arbitro: | Lohmeyer (Holtland) |

|                                  |           |  |
| Petzelberger 17’, 54’ Linden 38’ | Marcatori |  |

| Arbitro: | Wozniak (Herne) |

|                                            |           |            |
| Martens 16’ Neboli 64’ Oster 80’ Ramos 83’ | Marcatori | 89’ Hartel |

| Arbitro: | Rafalski (Baunatal) |

|                          |           |           |
| Hegerberg 39’ Añonma 52’ | Marcatori | 72’ Oster |

| Arbitro: | Muller-Schmah (Potsdam) |

|  |           |                                        |
|  | Marcatori | 10’, 81’ Müller 53’ Magull 90’ Pohlers |

| Arbitro: | Baitinger (Friesenheim) |

|           |           |  |
| Savin 60’ | Marcatori |  |

| Arbitro: | Heimann (Gladbeck) |

|  |           |                                    |
|  | Marcatori | 58’ Dallmann 70’ Mann 86’ Doorsoun |

| Arbitro: | Derlin (Bad Schwartau) |

|                          |           |                         |
| Islacker 6’ Bernauer 80’ | Marcatori | 64’ Voňková 71’ Groenen |

| Arbitro: | Lohmeyer (Holtland) |

|  |           |                                                                         |
|  | Marcatori | 3’ Crnogorčević 27’, 74’ (rig.) Šašić 50’ (aut.) Himmighofen 90’ Kuznik |

| Arbitro: | Wolk (Worms) |

|  |           |           |
|  | Marcatori | 65’ Oster |

| Arbitro: | Baitinger (Friesenheim) |

|                                 |           |  |
| Groenen 2’ Martens 58’ Nati 68’ | Marcatori |  |

| Arbitro: | Hussein (Bad Harzburg) |

|  |           |                   |
|  | Marcatori | 5’, 37’, 55’ Nati |

#### Girone di ritorno
| Arbitro: | Derlin (Bad Schwartau) |

|                      |           |              |
| Šundov 28’ Oster 46’ | Marcatori | 35’ T. Knaak |

| Arbitro: | Baitinger (Friesenheim) |

|              |           |                |
| Keilbach 70’ | Marcatori | 50’ Tarczyńska |

| Arbitro: | Illing (Limbach-Oberfrohna) |

|  |           |                                      |
|  | Marcatori | 8’, 12’ Šimić 31’ Nagasato 42’ Elsig |

| Arbitro: | Biehl (Siesbach) |

|                                                                  |           |  |
| Wensing 8’ Popp 17’ Müller 27’ Faißt 45’ Goeßling 47’ Blässe 65’ | Marcatori |  |

| Arbitro: | Haider (Roth) |

|          |           |            |
| Nati 18’ | Marcatori | 55’ Starke |

| Arbitro: | Heimann (Gladbeck) |

|                         |           |  |
| Klasen 54’ Hartmann 59’ | Marcatori |  |

| Arbitro: | Rafalski (Baunatal) |

|            |           |                                        |
| Šundov 38’ | Marcatori | 8’ Aschauer 50’ Jakobsson 63’ Islacker |

| Arbitro: | Müller-Schmäh (Potsdam) |

|                                                    |           |  |
| Alushi 10’ Kuznik 15’ Garefrekes 71’ Bartusiak 87’ | Marcatori |  |

| Arbitro: | Hussein (Bad Harzburg) |

|  |           |             |
|  | Marcatori | 25’ Baunach |

| Arbitro: | Söder (Norimberga) |

|            |           |         |
| Arnold 88’ | Marcatori | 6’ Nati |

| Arbitro: | Schultz (Wolfsburg) |

|                                                 |           |  |
| Oster 8’ Nati 29’, 34’, 65’, 71’, 84’ Ramos 69’ | Marcatori |  |

### DFB-Pokal der Frauen
| Arbitro: | Heimann (Gladbeck) |

|                                                      |           |  |
| Martens 4’, 29’, 52’ Wahlen 10’ Müller 65’ Ramos 83’ | Marcatori |  |

| Arbitro: | Eisenhardt (Holzgerlingen) |

|                                                            |           |  |
| Mauro 4’, 45’ Van Bonn 22’ (rig.) Stott 47’ Meyer 61’, 66’ | Marcatori |  |

## Statistiche

### Statistiche di squadra
| Competizione         | Punti | In casa | In casa | In casa | In casa | In casa | In casa | In trasferta | In trasferta | In trasferta | In trasferta | In trasferta | In trasferta | Totale | Totale | Totale | Totale | Totale | Totale | DR  |
| Competizione         | Punti | G       | V       | N       | P       | Gf      | Gs      | G            | V            | N            | P            | Gf           | Gs           | G      | V      | N      | P      | Gf     | Gs     | DR  |
| -------------------- | ----- | ------- | ------- | ------- | ------- | ------- | ------- | ------------ | ------------ | ------------ | ------------ | ------------ | ------------ | ------ | ------ | ------ | ------ | ------ | ------ | --- |
| Frauen-Bundesliga    | 17    | 11      | 4       | 1       | 6       | 18      | 23      | 11           | 2            | 3            | 6            | 9            | 22           | 22     | 6      | 4      | 12     | 27     | 45     | -18 |
| DFB-Pokal der Frauen | -     | 1       | 1       | 0       | 0       | 6       | 0       | 1            | 0            | 0            | 1            | 0            | 6            | 2      | 1      | 0      | 1      | 6      | 6      | 0   |
| Totale               | -     | 12      | 5       | 1       | 6       | 24      | 23      | 12           | 2            | 3            | 7            | 9            | 28           | 24     | 7      | 4      | 13     | 33     | 51     | -18 |

### Andamento in campionato
| Giornata  | 1  | 2 | 3 | 4 | 5  | 6  | 7  | 8  | 9  | 10 | 11 | 12 | 13 | 14 | 15 | 16 | 17 | 18 | 19 | 20 | 21 | 22 |
| --------- | -- | - | - | - | -- | -- | -- | -- | -- | -- | -- | -- | -- | -- | -- | -- | -- | -- | -- | -- | -- | -- |
| Luogo     | T  | C | T | C | T  | C  | T  | C  | T  | C  | T  | C  | T  | C  | T  | C  | T  | C  | T  | C  | T  | C  |
| Risultato | P  | V | P | P | P  | P  | N  | P  | V  | V  | V  | V  | N  | P  | P  | N  | P  | P  | P  | P  | N  | V  |
| Posizione | 12 | 5 | 7 | 9 | 10 | 11 | 11 | 11 | 10 | 9  | 8  | 6  | 7  | 7  | 8  | 9  | 9  | 10 | 10 | 10 | 10 | 10 |

Legenda:

Luogo: C = Casa; T = Trasferta. Risultato: V = Vittoria; N = Pareggio; P = Sconfitta.

### Statistiche delle giocatrici
| Giocatore      | Frauen-Bundesliga | Frauen-Bundesliga | Frauen-Bundesliga | Frauen-Bundesliga | DFB-Pokal der Frauen | DFB-Pokal der Frauen | DFB-Pokal der Frauen | DFB-Pokal der Frauen | Totale   | Totale | Totale      | Totale     |
| Giocatore      | Presenze          | Reti              | Ammonizioni       | Espulsioni        | Presenze             | Reti                 | Ammonizioni          | Espulsioni           | Presenze | Reti   | Ammonizioni | Espulsioni |
| -------------- | ----------------- | ----------------- | ----------------- | ----------------- | -------------------- | -------------------- | -------------------- | -------------------- | -------- | ------ | ----------- | ---------- |
| G. Cengiz      | -                 | -                 | -                 | -                 | -                    | -                    | -                    | -                    | -        | -      | -           | -          |
| C. Costa       | 19                | 0                 | 0                 | 0                 | 2                    | 0                    | 0                    | 0                    | 21       | 0      | 0           | 0          |
| J. Debitzki    | 5                 | 0                 | 0                 | 0                 | 1                    | 0                    | 0                    | 0                    | 6        | 0      | 0           | 0          |
| J. Groenen     | 7                 | 2                 | 1                 | 0                 | 1                    | 0                    | 0                    | 0                    | 8        | 2      | 1           | 0          |
| E. Hauer       | -                 | -                 | -                 | -                 | -                    | -                    | -                    | -                    | -        | -      | -           | -          |
| A. Hellfeier   | 8                 | 0                 | 1                 | 0                 | 2                    | 0                    | 0                    | 0                    | 10       | 0      | 1           | 0          |
| M. Himmighofen | 20                | 0                 | 6                 | 0                 | 2                    | 0                    | 0                    | 1                    | 22       | 0      | 6           | 1          |
| G. Kalkan      | -                 | -                 | -                 | -                 | -                    | -                    | -                    | -                    | -        | -      | -           | -          |
| M. Kämper      | 11                | -30               | 0                 | 0                 | 1                    | -6                   | 0                    | 0                    | 12       | -36    | 0           | 0          |
| C. Kirstein    | -                 | -                 | -                 | -                 | -                    | -                    | -                    | -                    | -        | -      | -           | -          |
| L. Martens     | 10                | 2                 | 1                 | 0                 | 2                    | 3                    | 0                    | 0                    | 12       | 5      | 1           | 0          |
| B. Müller      | 21                | 0                 | 0                 | 0                 | 2                    | 1                    | 0                    | 0                    | 23       | 1      | 0           | 0          |
| S. Nati        | 18                | 11                | 1                 | 0                 | 2                    | 0                    | 0                    | 0                    | 20       | 11     | 1           | 0          |
| L. Neboli      | 12                | 1                 | 1                 | 0                 | 1                    | 0                    | 0                    | 0                    | 13       | 1      | 1           | 0          |
| J. Oster       | 22                | 5                 | 1                 | 0                 | 1                    | 0                    | 0                    | 0                    | 23       | 5      | 1           | 0          |
| S.L. Petersen  | 11                | -15               | 0                 | 0                 | 1                    | 0                    | 0                    | 0                    | 12       | -15    | 0           | 0          |
| P. Pożerska    | 11                | 0                 | 1                 | 0                 | 2                    | 1                    | 1                    | 0                    | 13       | 1      | 2           | 0          |
| L. Ramos       | 13                | 2                 | 1                 | 0                 | 1                    | 1                    | 0                    | 0                    | 14       | 3      | 1           | 0          |
| I. Schenk      | 9                 | 0                 | 0                 | 0                 | -                    | -                    | -                    | -                    | 9        | 0      | 0           | 0          |
| S. Schmitz     | -                 | -                 | -                 | -                 | -                    | -                    | -                    | -                    | -        | -      | -           | -          |
| S. Shibata     | 1                 | 0                 | 0                 | 0                 | 1                    | 0                    | 0                    | 0                    | 2        | 0      | 0           | 0          |
| D. Silva       | 21                | 0                 | 4                 | 0                 | 2                    | 0                    | 0                    | 0                    | 23       | 0      | 4           | 0          |
| D. Streng      | 1                 | 0                 | 0                 | 0                 | -                    | -                    | -                    | -                    | 1        | 0      | 0           | 0          |
| K. Šundov      | 10                | 2                 | 0                 | 0                 | -                    | -                    | -                    | -                    | 10       | 2      | 0           | 0          |
| A. Tarczyńska  | 12                | 1                 | 0                 | 0                 | 1                    | 0                    | 0                    | 0                    | 13       | 1      | 0           | 0          |
| L. Voňková     | 14                | 1                 | 1                 | 0                 | 2                    | 0                    | 0                    | 0                    | 16       | 1      | 1           | 0          |
| V. Wahlen      | 19                | 0                 | 2                 | 0                 | 2                    | 1                    | 0                    | 0                    | 21       | 1      | 2           | 0          |
| S. Weichelt    | 22                | 0                 | 4                 | 0                 | 2                    | 0                    | 0                    | 0                    | 24       | 0      | 4           | 0          |